# Трителлурид самария
Трителлурид самария — бинарное неорганическое соединение
самария и теллура
с формулой SmTe3,
кристаллы.

## Получение
- Сплавление стехиометрических количеств чистых веществ:

{\displaystyle {\mathsf {Sm+3Te\ {\xrightarrow {465^{o}C}}\ SmTe_{3}}}}

## Физические свойства
Трителлурид самария образует кристаллы
ромбической сингонии, пространственная группа C mcm, параметры ячейки a = 0,4323 нм, b = 2,5613 нм, c = 0,4335 нм, Z = 4,
структура типа трителлурид неодима NdTe3
.
Соединение образуется по перитектической реакции при температуре 465 °C .